# بادکت
بادکت (انگلیسی: Budcat) شرکت بازی ویدئویی آمریکایی است، که در سال ۲۰۰۰ تأسیس شد.